# Sainte-Livrade (Haute-Garonne)
Pour les articles homonymes, voir Sainte-Livrade.
Sainte-Livrade est une commune française située dans le  département de la Haute-Garonne en région Occitanie.

## Géographie

### Localisation
La commune de Sainte-Livrade se trouve dans le nord du département de la Haute-Garonne, en région Occitanie.
Elle se situe à 28 km à vol d'oiseau à l'ouest Toulouse, 67 km au nord-est de Saint-Gaudens, 41 km à l'est d'Auch, 72 km au sud-est d'Agen et 45 km ay sud-ouest de Montauban.
Sur le plan historique et culturel, Sainte-Livrade fait partie : 
- du pays toulousain, une ceinture de plaines fertiles entrecoupées de bosquets d'arbres, aux molles collines semées de fermes en briques roses, inéluctablement grignotée par l'urbanisme des banlieues[1].
- du  pays de Rivière-Verdun, un petit pays d'élection de l'est de la Gascogne, à l'écart des grandes voies de communication, et s'étageant sur les terrasses de la rive gauche de la Garonne, entre la vallée de la Save et la Lomagne, et se prolongeant en Gascogne toulousaine. Exposée à un climat océanique altéré, elle est drainée par la Save, le Cédat et par divers autres petits cours d'eau.

La commune se trouve dans l'aire d'attraction de Toulouse ainsi que dans sa zone d'emploi, et dans le bassin de vie de L'Isle-Jourdain.

### Communes limitrophes
Sainte-Livrade est limitrophe de cinq autres communes dont deux dans le département du Gers.
Les communes limitrophes sont  Bellegarde-Sainte-Marie, L'Isle-Jourdain, Lasserre-Pradère, Le Castéra et Ségoufielle.
|                        | Bellegarde-Sainte-Marie | Le Castéra         |
| L'Isle-Jourdain (Gers) | Sainte-Livrade          | Lasserre-Pradère   |
|                        |                         | Ségoufielle (Gers) |

### Géologie et relief
La superficie de la commune est de 6,16 km2 ; son altitude varie de 132  à   200 mètres.

### Hydrographie

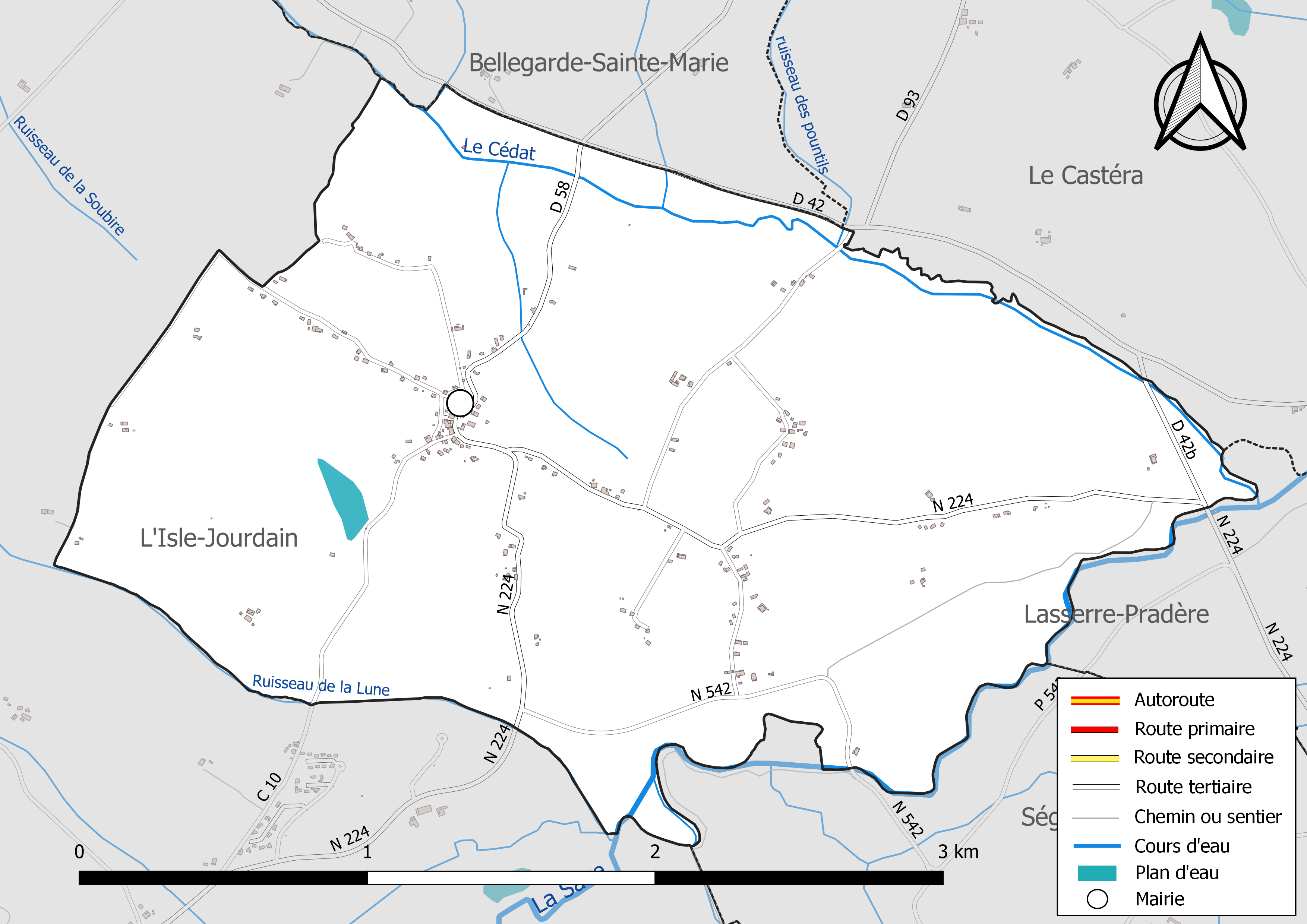
Réseaux hydrographique et routier de Sainte-Livrade.

La commune est dans le bassin de la Garonne, au sein du bassin hydrographique Adour-Garonne. Elle est drainée par la Save, le Cédat, le ruisseau de la Lune, le ruisseau d'Engaye, le ruisseau des pountils et par divers petits cours d'eau, constituant un réseau hydrographique de 6 km de longueur totale,.
La Save, d'une longueur totale de 143 km, prend sa source dans la commune de Lannemezan (65) et s'écoule du sud-ouest vers le nord-est. Elle traverse la commune et se jette dans la Garonne à Grenade, après avoir traversé 46 communes.

### Climat
Pour des articles plus généraux, voir Climat de l'Occitanie et Climat de la Haute-Garonne.
En 2010, le climat de la commune est de type climat du Bassin du Sud-Ouest, selon une étude s'appuyant sur une série de données couvrant la période 1971-2000. En 2020, Météo-France publie une typologie des climats de la France métropolitaine dans laquelle la commune est exposée à un climat océanique altéré et est dans la région climatique Aquitaine, Gascogne, caractérisée par une pluviométrie abondante au printemps, modérée en automne, un faible ensoleillement au printemps, un été chaud (19,5 °C), des vents faibles, des brouillards fréquents en automne et en hiver et des orages fréquents en été (15 à 20 jours).
Pour la période 1971-2000, la température annuelle moyenne est de 13,6 °C, avec une amplitude thermique annuelle de 15,4 °C. Le cumul annuel moyen de précipitations est de 721 mm, avec 9,8 jours de précipitations en janvier et 5,5 jours en juillet. Pour la période 1991-2020, la température moyenne annuelle observée sur la station météorologique la plus proche, située sur la commune de Blagnac à 23 km à vol d'oiseau, est de 14,2 °C et le cumul annuel moyen de précipitations est de 627,0 mm,. Pour l'avenir, les paramètres climatiques de la commune estimés pour 2050 selon différents scénarios d'émission de gaz à effet de serre sont consultables sur un site dédié publié par Météo-France en novembre 2022.

### Milieux naturels et biodiversité
Aucun espace naturel présentant un intérêt patrimonial n'est recensé sur la commune en 2021 dans l'inventaire national du patrimoine naturel,,.

## Urbanisme

### Typologie
Au 1er janvier 2024, Sainte-Livrade est catégorisée commune rurale à habitat dispersé, selon la nouvelle grille communale de densité à sept niveaux définie par l'Insee en 2022.
Elle est située hors unité urbaine. Par ailleurs la commune fait partie de l'aire d'attraction de Toulouse, dont elle est une commune de la couronne,. Cette aire, qui regroupe 527 communes, est catégorisée dans les aires de 700 000 habitants ou plus (hors Paris),.

### Occupation des sols

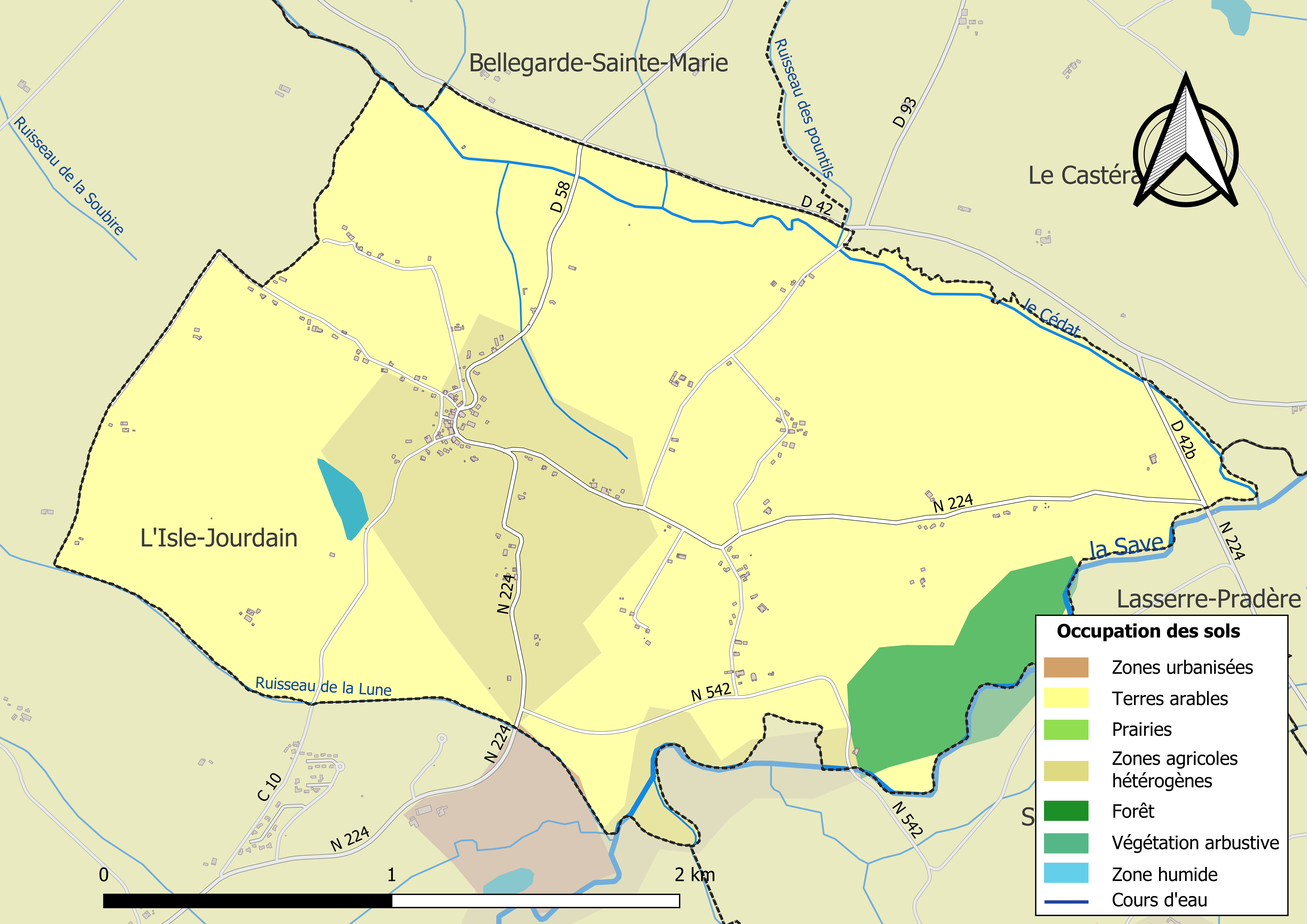
Carte des infrastructures et de l'occupation des sols de la commune en 2018 (CLC).

L'occupation des sols de la commune, telle qu'elle ressort de la base de données européenne d’occupation biophysique des sols Corine Land Cover (CLC), est marquée par l'importance des territoires agricoles (95,5 % en 2018), en augmentation par rapport à 1990 (93,9 %). La répartition détaillée en 2018 est la suivante : 
terres arables (79,5 %), zones agricoles hétérogènes (16 %), forêts (4,4 %), espaces verts artificialisés, non agricoles (0,1 %). L'évolution de l’occupation des sols de la commune et de ses infrastructures peut être observée sur les différentes représentations cartographiques du territoire : la carte de Cassini (XVIIIe siècle), la carte d'état-major (1820-1866) et les cartes ou photos aériennes de l'IGN pour la période actuelle (1950 à aujourd'hui).

### Habitat et logement
En 2021, le nombre total de logements dans la commune était de 129, alors qu'il était de 122 en 2016 et de 120 en 2011.
Parmi ces logements, 88,9 % étaient des résidences principales, 3,2 % des résidences secondaires et 7,9 % des logements vacants. Ces logements étaient pour 97,6 % d'entre eux des maisons individuelles et pour 0,8 % des appartements.
Le tableau ci-dessous présente la typologie des logements à Sainte-Livrade en 2021 en comparaison avec celle de la Haute-Garonne et de la France entière. Une caractéristique marquante du parc de logements est ainsi la faible proportion des résidences secondaires et logements occasionnels (3,2 %) par rapport au département (4,3 %) et à la France entière (9,7 %).
| Typologie                                               | Sainte-Livrade | Haute-Garonne | France entière |
| ------------------------------------------------------- | -------------- | ------------- | -------------- |
| Résidences principales (en %)                           | 88,9           | 88,4          | 82,2           |
| Résidences secondaires et logements occasionnels (en %) | 3,2            | 4,3           | 9,7            |
| Logements vacants (en %)                                | 7,9            | 7,2           | 8,1            |

### Voies de communication et transports
- Par la route : route nationale 224.
- Par le train : les gares les plus proches sont la Gare de L'Isle-Jourdain ou la gare de Mérenvielle sur la ligne Sainte-Agne - Auch.

### Risques majeurs
Le territoire de la commune de Sainte-Livrade est vulnérable à différents aléas naturels : météorologiques (tempête, orage, neige, grand froid, canicule ou sécheresse), inondations et séisme (sismicité très faible). Un site publié par le BRGM permet d'évaluer simplement et rapidement les risques d'un bien localisé soit par son adresse soit par le numéro de sa parcelle.
Certaines parties du territoire communal sont susceptibles d’être affectées par le risque d’inondation par débordement de cours d'eau, notamment la Save. La commune a été reconnue en état de catastrophe naturelle au titre des dommages causés par les inondations et coulées de boue survenues en 1982, 1999 et 2009,.

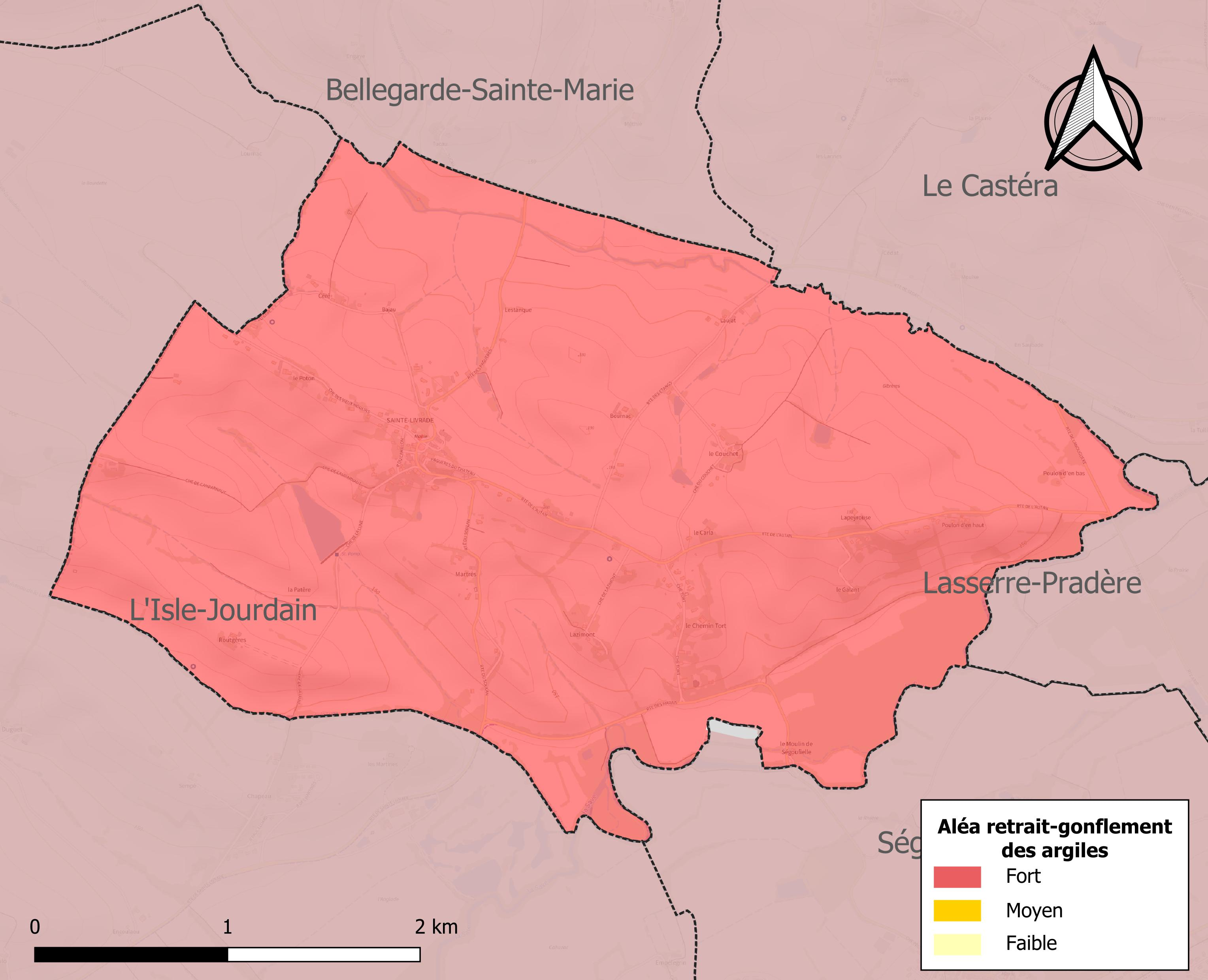
Carte des zones d'aléa retrait-gonflement des sols argileux de Sainte-Livrade.

Le retrait-gonflement des sols argileux est susceptible d'engendrer des dommages importants aux bâtiments en cas d’alternance de périodes de sécheresse et de pluie. La totalité de la commune est en aléa moyen ou fort (88,8 % au niveau départemental et 48,5 % au niveau national). Sur les 119 bâtiments dénombrés sur la commune en 2019, 119 sont en aléa moyen ou fort, soit 100 %, à comparer aux 98 % au niveau départemental et 54 % au niveau national. Une cartographie de l'exposition du territoire national au retrait gonflement des sols argileux est disponible sur le site du BRGM,.
Par ailleurs, afin de mieux appréhender le risque d’affaissement de terrain, l'inventaire national des cavités souterraines permet de localiser celles situées sur la commune.
Concernant les mouvements de terrains, la commune a été reconnue en état de catastrophe naturelle au titre des dommages causés par la sécheresse en 1989, 1998, 2002, 2003, 2011 et 2016 et par des mouvements de terrain en 1999.

## Toponymie
La localité est dénommée en gascon Senta Liurada

## Politique et administration

### Rattachements administratifs et électoraux

#### Rattachements administratifs
La commune se trouve dans l'arrondissement de Toulouse du département de la Haute-Garonne.
Elle faisait partie depuis 1801 du canton de Léguevin. Dans le cadre du redécoupage cantonal de 2014 en France, cette circonscription administrative territoriale a disparu, et le canton n'est plus qu'une circonscription électorale.

#### Rattachements électoraux
Pour les élections départementales, la commune fait partie depuis 2014 d'un nouveau canton de Léguevin porté de 10 à 36 communes.
Pour l'élection des députés, elle fait partie de la sixième circonscription de la Haute-Garonne.

### Intercommunalité
Sainte-Livrade est membre du Grand Ouest Toulousain Agglomération, un établissement public de coopération intercommunale (EPCI) à fiscalité propre créé fin 1999 sous le nom de 'communauté de communes de la Save au Touch et auquel la commune avait transféré un certain nombre de ses compétences, dans les conditions déterminées par le code général des collectivités territoriales.

### Administration municipale
Le nombre d'habitants  étant compris entre 100 habitants et 499 habitants, le nombre de membres du conseil municipal pour l'élection de 2020 est de onze, y compris le maire et ses adjoints.

### Liste des maires
| Période      | Période                        | Identité                | Étiquette | Qualité                           |
| ------------ | ------------------------------ | ----------------------- | --------- | --------------------------------- |
| 1792         | 1795                           | Joseph Mouras           |           |                                   |
| 1795         | 1797                           | Jean-Paul Esparbes      |           |                                   |
| 1797         | 1798                           | Augustin Boulet         |           |                                   |
| 1798         | 1798                           | Jean Esparbes           |           |                                   |
| 1798         | 1813                           | Martin Cazaux           |           |                                   |
| 1813         | 1821                           | Joseph Gailhard         |           |                                   |
| 1821         | 1829                           | Jean Martres            |           |                                   |
| 1829         | 1835                           | Pascal Cazaux           |           |                                   |
| 1835         | 1848                           | Étienne Esparbes        |           |                                   |
| 1848         | 1848                           | Pierre Izard            |           |                                   |
| 1848         | 1852                           | Guillaume Cestere       |           |                                   |
| 1852         | 1854                           | Jean Picard             |           |                                   |
| 1854         | 1865                           | Jean-Marie Esparbez     |           |                                   |
| 1865         | 1876                           | Jean-Bernard Azimont    |           |                                   |
| 1876         | 1899                           | Amédée Filhouze         |           |                                   |
| 1899         | 1922                           | François Azimont        |           |                                   |
| 1922         | 1934                           | Pascal Demblans         |           |                                   |
| 1934         | 1959                           | Gabriel Delpy           |           |                                   |
| 1959         | 1977                           | Léopold Ferradou        |           |                                   |
| 1977         | 1983                           | Jean Tremoulet          |           |                                   |
| 1983         | 2008                           | Georges Duprat          | PS        |                                   |
| mars 2008    | En cours                       | Sylviane Couttenier     | PS        | fonctionnaire Démissionnaire      |
| février 2023 | En cours (au 30 novembre 2023) | Marie-Madeleine Barrère |           | Ancienne profession intermédiaire |

## Équipements et services publics

### Eau et déchets
La collecte et le traitement des déchets des ménages et des déchets assimilés ainsi que la protection et la mise en valeur de l'environnement se font dans le cadre du Grand Ouest Toulousain Agglomération.

### Enseignement
Sainte-Livrade fait partie de l'académie de Toulouse.
Les enfants de la commune sont scolarisés avec ceux de Lasserre-Pradère et Mérenvielle dans le cadre d'un regroupement pédagogique concentré dont l'école est située à  Lasserre-Pradère.
Ils poursuivent leurs études au collège Joseph Rey à Cadours et au lycée Joseph Saverne à L'Isle-Jourdain.

## Population et société
Les habitants sont appelés les Saint-Livradais ou  Saint-Livradaises.

### Démographie
L'évolution du nombre d'habitants est connue à travers les recensements de la population effectués dans la commune depuis 1793. Pour les communes de moins de 10 000 habitants, une enquête de recensement portant sur toute la population est réalisée tous les cinq ans, les populations de référence des années intermédiaires étant quant à elles estimées par interpolation ou extrapolation. Pour la commune, le premier recensement exhaustif entrant dans le cadre du nouveau dispositif a été réalisé en 2008.

En 2022, la commune comptait 256 habitants, en évolution de −9,22 % par rapport à 2016 (Haute-Garonne : +8,02 %, France hors Mayotte : +2,11 %).
| 1793 | 1800 | 1806 | 1821 | 1831 | 1836 | 1841 | 1846 | 1851 |
| ---- | ---- | ---- | ---- | ---- | ---- | ---- | ---- | ---- |
| 350  | 401  | 435  | 430  | 368  | 456  | 426  | 433  | 392  |

| 1856 | 1861 | 1866 | 1872 | 1876 | 1881 | 1886 | 1891 | 1896 |
| ---- | ---- | ---- | ---- | ---- | ---- | ---- | ---- | ---- |
| 395  | 365  | 329  | 325  | 305  | 277  | 303  | 285  | 260  |

| 1901 | 1906 | 1911 | 1921 | 1926 | 1931 | 1936 | 1946 | 1954 |
| ---- | ---- | ---- | ---- | ---- | ---- | ---- | ---- | ---- |
| 260  | 250  | 241  | 184  | 182  | 184  | 202  | 175  | 175  |

| 1962 | 1968 | 1975 | 1982 | 1990 | 1999 | 2006 | 2008 | 2013 |
| ---- | ---- | ---- | ---- | ---- | ---- | ---- | ---- | ---- |
| 156  | 151  | 147  | 189  | 224  | 246  | 275  | 283  | 291  |

| 2018 | 2022 | - | - | - | - | - | - | - |
| ---- | ---- | - | - | - | - | - | - | - |
| 261  | 256  | - | - | - | - | - | - | - |

Sainte-Livrade est une commune rurale qui a connu une forte hausse de la population depuis 1975.
L'évolution du nombre d'habitants est connue à travers les recensements de la population effectués dans la commune depuis 1793. Pour les communes de moins de 10 000 habitants, une enquête de recensement portant sur toute la population est réalisée tous les cinq ans, les populations de référence des années intermédiaires étant quant à elles estimées par interpolation ou extrapolation. Pour la commune, le premier recensement exhaustif entrant dans le cadre du nouveau dispositif a été réalisé en 2008.

En 2022, la commune comptait 256 habitants, en évolution de −9,22 % par rapport à 2016 (Haute-Garonne : +8,02 %, France hors Mayotte : +2,11 %).
| 1793 | 1800 | 1806 | 1821 | 1831 | 1836 | 1841 | 1846 | 1851 |
| ---- | ---- | ---- | ---- | ---- | ---- | ---- | ---- | ---- |
| 350  | 401  | 435  | 430  | 368  | 456  | 426  | 433  | 392  |

| 1856 | 1861 | 1866 | 1872 | 1876 | 1881 | 1886 | 1891 | 1896 |
| ---- | ---- | ---- | ---- | ---- | ---- | ---- | ---- | ---- |
| 395  | 365  | 329  | 325  | 305  | 277  | 303  | 285  | 260  |

| 1901 | 1906 | 1911 | 1921 | 1926 | 1931 | 1936 | 1946 | 1954 |
| ---- | ---- | ---- | ---- | ---- | ---- | ---- | ---- | ---- |
| 260  | 250  | 241  | 184  | 182  | 184  | 202  | 175  | 175  |

| 1962 | 1968 | 1975 | 1982 | 1990 | 1999 | 2006 | 2008 | 2013 |
| ---- | ---- | ---- | ---- | ---- | ---- | ---- | ---- | ---- |
| 156  | 151  | 147  | 189  | 224  | 246  | 275  | 283  | 291  |

| 2018 | 2022 | - | - | - | - | - | - | - |
| ---- | ---- | - | - | - | - | - | - | - |
| 261  | 256  | - | - | - | - | - | - | - |

| selon la population municipale des années : | 1968 | 1975 | 1982 | 1990 | 1999 | 2006 | 2009 | 2013 |
| Rang de la commune dans le département      | 320  | 453  | 305  | 317  | 310  | 316  | 319  | 324  |
| Nombre de communes du département           | 592  | 582  | 586  | 588  | 588  | 588  | 589  | 589  |

### Sports et loisirs
Chasse, pétanque,

## Économie

### Revenus
En 2018  (données Insee publiées en septembre 2021), la commune compte 111 ménages fiscaux, regroupant 275 personnes. La médiane du revenu disponible par unité de consommation est de 26 290 € (23 140 € dans le département).

### Emploi
|                | 2008  | 2013  | 2018  |
| -------------- | ----- | ----- | ----- |
| Commune        | 8,2 % | 5,6 % | 6,9 % |
| Département    | 7,7 % | 9,6 % | 9,3 % |
| France entière | 8,3 % | 10 %  | 10 %  |

En 2018, la population âgée de 15 à 64 ans s'élève à 174 personnes, parmi lesquelles on compte 71,3 % d'actifs (64,4 % ayant un emploi et 6,9 % de chômeurs) et 28,7 % d'inactifs,. En  2018, le taux de chômage communal (au sens du recensement) des 15-64 ans est inférieur à celui de la France et département, alors qu'en 2008 il était supérieur à celui du département et inférieur à celui de la France.
La commune fait partie de la couronne de l'aire d'attraction de Toulouse, du fait qu'au moins 15 % des actifs travaillent dans le pôle,. Elle compte 51 emplois en 2018, contre 27 en 2013 et 32 en 2008. Le nombre d'actifs ayant un emploi résidant dans la commune est de 113, soit un indicateur de concentration d'emploi de 45,3 % et un taux d'activité parmi les 15 ans ou plus de 55,1 %.
Sur ces 113 actifs de 15 ans ou plus ayant un emploi, 14 travaillent dans la commune, soit 12 % des habitants. Pour se rendre au travail, 84,1 % des habitants utilisent un véhicule personnel ou de fonction à quatre roues, 5,3 % les transports en commun, 4,5 % s'y rendent en deux-roues, à vélo ou à pied et 6,2 % n'ont pas besoin de transport (travail au domicile).

### Activités hors agriculture
20 établissements sont implantés  à Sainte-Livrade au 31 décembre 2019.
Le secteur de la construction est prépondérant sur la commune puisqu'il représente 35 % du nombre total d'établissements de la commune (7 sur les 20 entreprises implantées  à Sainte-Livrade), contre 12 % au niveau départemental.

### Agriculture
|               | 1988 | 2000 | 2010 | 2020 |
| ------------- | ---- | ---- | ---- | ---- |
| Exploitations | 14   | 10   | 6    | 6    |
| SAU (ha)      | 438  | 453  | 198  | 617  |

La commune est dans les « Coteaux du Gers », une petite région agricole occupant une partie nord-ouest du département de la Haute-Garonne, caractérisée par une succession de coteaux peu accidentés, les surfaces cultivées étant entièrement dévolues aux grandes cultures. En 2020, l'orientation technico-économique de l'agriculture  sur la commune est la culture de céréales et/ou d'oléoprotéagineuses. Six exploitations agricoles ayant leur siège dans la commune sont dénombrées lors du recensement agricole de 2020 (14 en 1988). La superficie agricole utilisée est de 617 ha,,.

## Culture locale et patrimoine

### Lieux et monuments
- Église Saint-Vital à clocher mur.

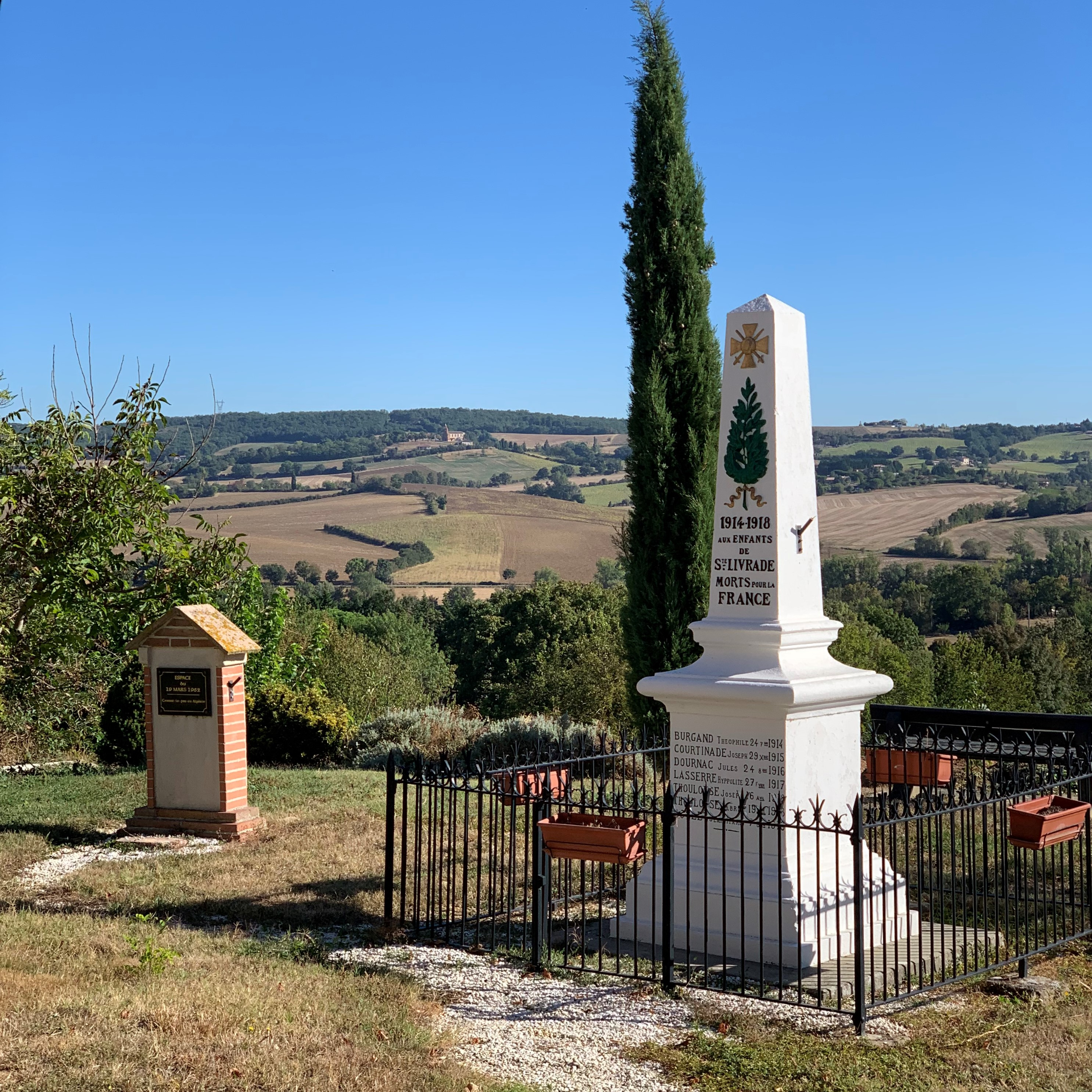
Monuments aux morts et vue vers Bellegarde-Sainte-Marie
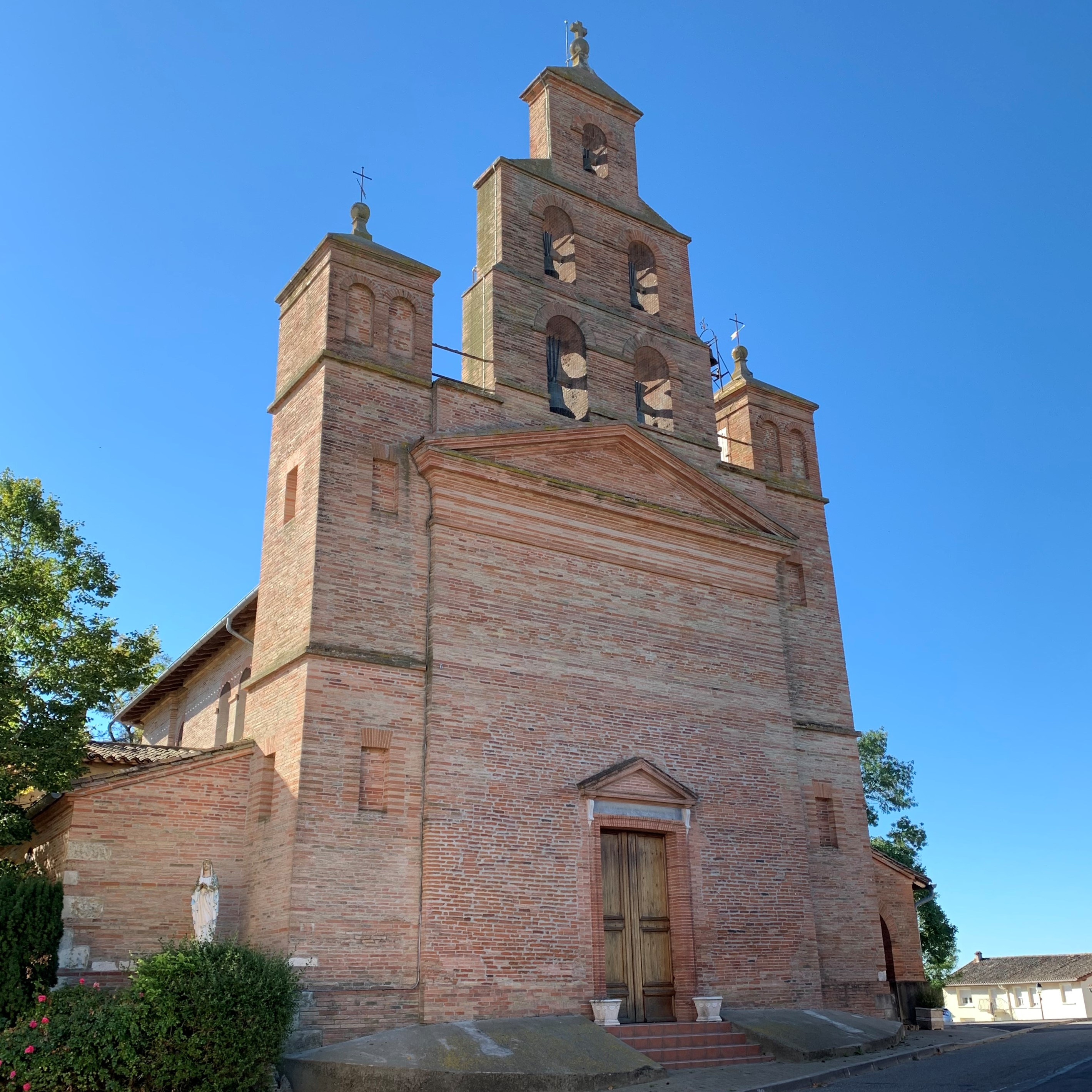
Église Saint-Vital

### Personnalités liées à la commune
- Bernard de Garves de Sainte-Livrade cardinal né à Sainte-Livrade.
- Claude Augé

## Pour approfondir